# Johann (Freiburg)

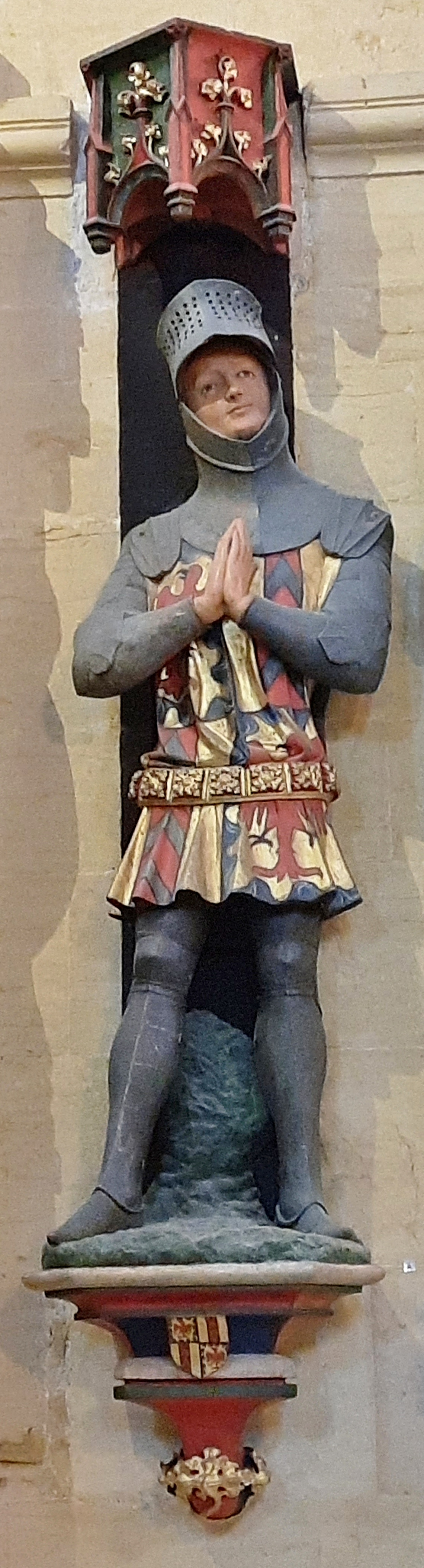
Graf Johann von Freiburg und Neuenburg

Johann von Freiburg – in der Romandie als Jean de Fribourg bekannt – (* 26. Mai 1396 in Neuchâtel; † 19. Februar 1458 ebenda) war Titular-Graf von Freiburg, Graf von Neuenburg und Herr von Badenweiler.

## Leben
Johann diente am Hof des Herzogs von Burgund Johann Ohnefurcht und danach auch bei dessen Sohn Philipp dem Guten, wobei er am burgundischen Hof auch die Interessen von Bern vertrat. Nach dem Tod seines Vaters wurde Johann 1424 Graf von Neuenburg, wobei es wegen der Erbfolge keine Konflikte mit den Grafen von Chalon gab. Johann anerkannte aber die Lehenshoheit der Grafen von Chalon, was eine Huldigungsurkunde von 1453 belegt.
1440 wurde er zum Marschall von Burgund ernannt, trat aber schon 1443 von diesem Amt zurück.
1442 nahm er an einem Treffen zwischen Philipp dem Guten und dem deutschen König Friedrich III. teil.
Am 8. September 1444 schenkte Johann seinen Neffen Rudolf IV. und Hugo von Hachberg-Sausenberg seine Herrschaft Badenweiler mit der Burg Baden. 1455 erneuerte er das Stadtrecht von Neuenburg.
Eine Statue die den Grafen darstellt befindet sich im Grabmal der Grafen von Neuenburg in Neuchâtel.

## Herkunft, Ehen und Nachkommen
Er war der einzige Sohn Konrads III. von Freiburg aus dem Geschlecht der Grafen von Freiburg und der Maria von Vergy – einer Schwester des Antoine de Vergy.
Johann heiratete um 1416 Marie († 27. April 1465) die Tochter des Lehensherrn seines Vaters, Johann (Jean) III. aus dem Geschlecht der Grafen von Chalon-Arlay. Er hatte mit ihr einen Sohn und zwei Töchter, die jedoch alle im Kindesalter verstarben:
- Jean (* 1426)
- Catherine (* 1428)
- Jeanne (* 1429)

Marie de Chalon erhielt nach Johanns Tod die Herrschaften Cerlier, Vercel und Vuillafans. Sie verließ Neuenburg bereits am 1. Mai 1458 und ließ sich in Vercel nieder.
Johanns Tante Anna war mit Markgraf Rudolf III. von Hachberg-Sausenberg verheiratet, dessen Enkel, Rudolf IV. nach Johanns Tod die verbliebenen Güter der Grafen von Freiburg erbte.